# 살아야 할 땅은 어디냐
살아야 할 땅은 어디냐는 한국에서 제작된 설봉 감독의 1963년 영화이다. 김진규 등이 주연으로 출연하였고 원선 등이 제작에 참여하였다.

## 출연

### 주연
- 김진규
- 황정순
- 김희갑

## 제작진
- 조명: 장기종
- 미술: 홍성칠